# Nampty
Nampty is een gemeente in het Franse departement Somme (regio Hauts-de-France). De plaats maakt deel uit van het arrondissement Amiens. De gemeente telde 281 inwoners op 1 januari 2022.
De plaats ligt aan de oude weg tussen Amiens en Beauvais.

## Geografie
De oppervlakte van Nampty bedraagt 5,21 vierkante kilometer; Op 1 januari 2022 was de bevolkingsdichtheid 53,9 inwoners per km².

## Demografie
Onderstaande figuur toont het verloop van het inwonertal (bron: INSEE-tellingen).

## Kerk en kapel
De Saint-Bricekerk is de parochiekerk van Nampty.
In het gehucht Coppegueule staat de Notre-Dame-des-Vertuskapel. De aanwezigheid van de kapel gaat zeker terug tot 1175. De huidige kapel werd gebouwd in de zestiende eeuw met lokale krijtsteen, aangevuld met bakstenen in later eeuwen. De kapel is een lokaal bedevaartsoord voor Maria en de bedevaarten waren vooral belangrijk in het interbellum. Het zeventiende-eeuwse beeld van Maria met Kind in de kapel is beschermd als monument historique in 1979. Het beeld is gemaakt van krijtsteen en is beschilderd en verguld. Het werd gerestaureerd in 2019.

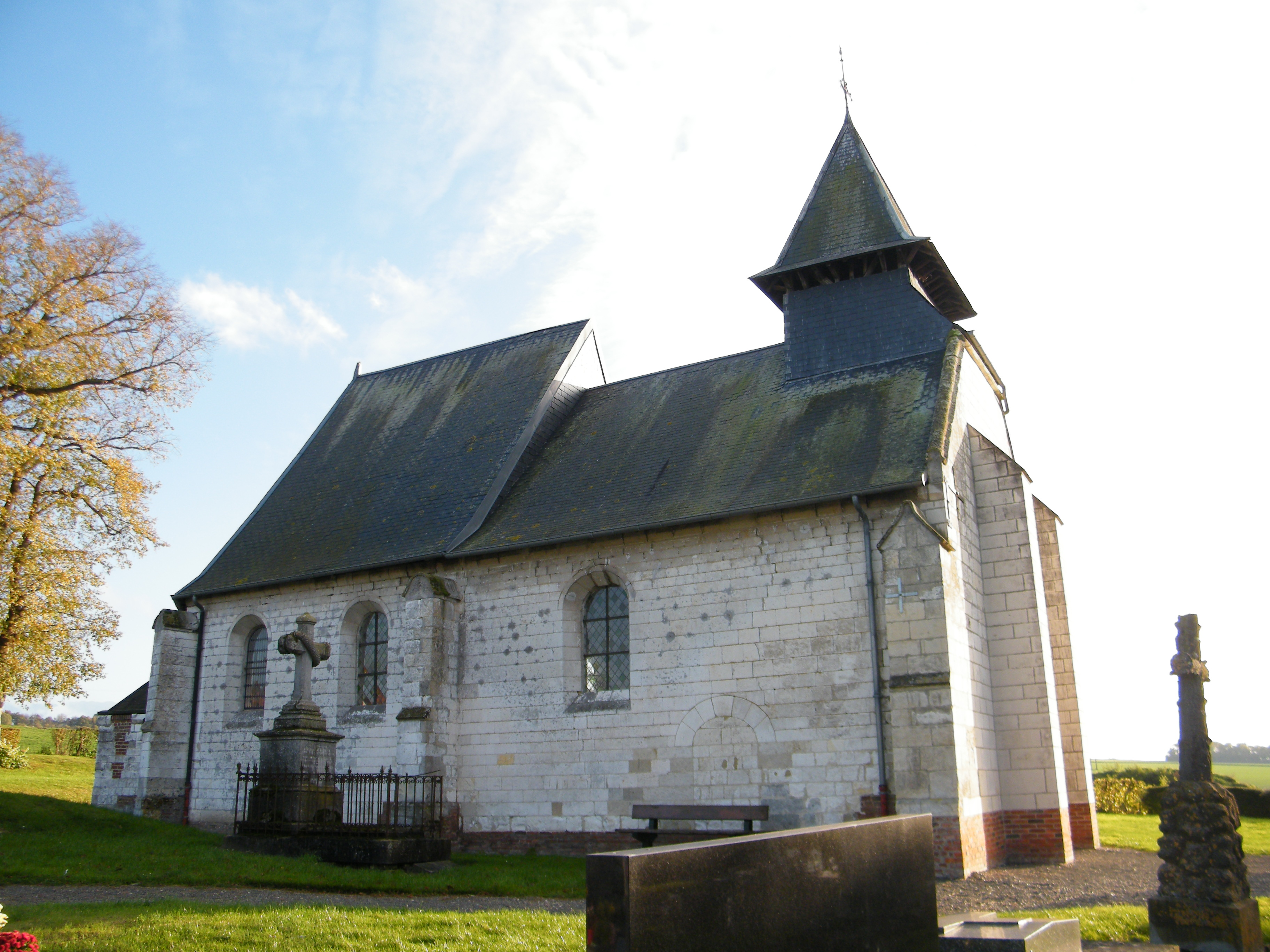
Saint-Bricekerk
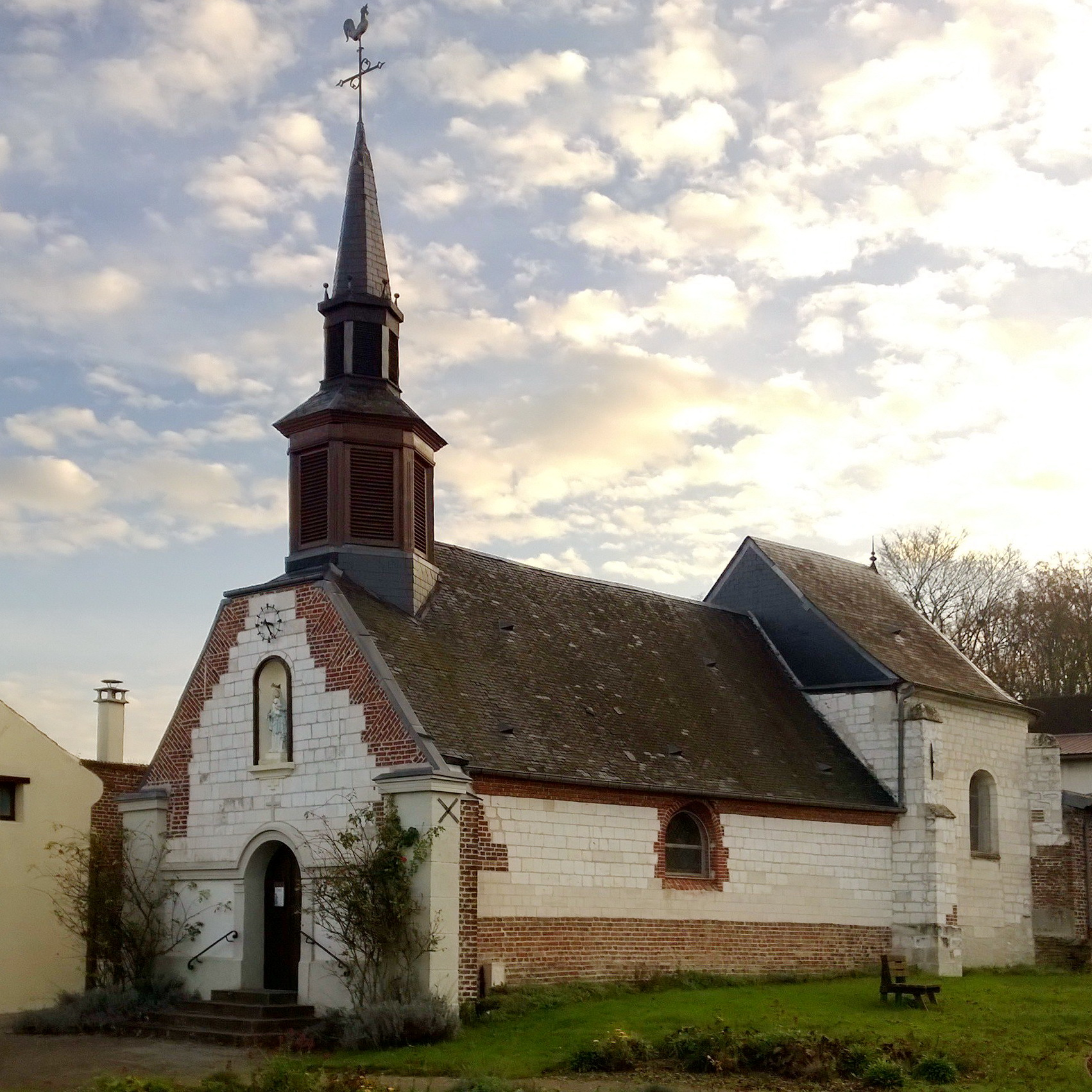
Notre-Dame-des-Vertuskapel